# Отисифарм
АО «Отисифарм» («OTCPharm») — крупнейшая компания на российском фармацевтическом рынке безрецептурных препаратов по объемам продаж. Полное наименование — Акционерное общество «Отисифарм». Компания была создана в 2013 году в результате реорганизации АО «Фармстандарт». В 2025 году компания заняла шестое место в рейтинге Forbes «20 лучших фармпроизводителей России».

## История
Компания была образована 27 сентября 2013 года в результате выделения безрецептурного бизнеса в процессе реорганизации российской фармацевтической компании «Фармстандарт». Компания получила название «Отисифарм».
1 апреля 2014 года компания приступила к самостоятельной операционной деятельности. Выручка компании в 2014 году составила 16,6 млрд рублей
В декабре 2016 года «Отисифарм» стал лауреатом в номинации «ОТС — производитель № 1 на коммерческом фармацевтическом рынке».
В апреле 2016 года «Отисифарм» награжден званием «Компания года 2015» в номинации «Фармацевтика».
В 2016 году Афобазол стал лауреатом премии «Марка № 1» в группе успокоительных препаратов.

## Деятельность
Компания «Отисифарм» занимается размещением заказов на производство, выводом на рынок, маркетингом и продвижением фармацевтической продукции.
Компания владеет исключительными правами на 32 бренда. Среди них большая группа средств для лечения респираторных и вирусных заболеваний: Арбидол, Амиксин, Максиколд. Обширная группа витаминов и БАДов: Асвитол, Компливит, Лактазар, Магнелис B6, Селмевит, Цикловита, Юнивит. Также компания выпускает анальгетики Аскофен-П, Пенталгин и Некст. Препараты Арбидол и Пенталгин входят в TOP-15 продукции безрецептурного розничного рынка России. Препараты Компливит, Пенталгин, Арбидол, Амиксин и Афобазол — в TOP-50 российских безрецептурных препаратов.
Производство продукции компании «Отисифарм» осуществляется на различных заводах по производству лекарственных средств, основными из которых являются:
- Россия: Курск, ОАО «Фармстандарт-Лексредства». Производит препараты Арбидол, Аксофен-П, Афобазол, Асвитол, Коделак, Лактазар, Микодерил, Некст, Неосмектин, Пенталгин, Риностоп, Термикон, Флюкостат, Компливит, Эскейп.
- Россия: Уфа, ОАО «Фармстандарт-УфаВИТА». Производит препараты Магнелис В6, Селмевит, Компливит, Цикловита, Юнивит.
- Россия: Владимирская область, ЗАО «Лекко». Производит препараты Аципол, Лактонорм, Ноопепт.